# Goniorphnus felschei
Goniorphnus felschei är en skalbaggsart som beskrevs av Gilbert John Arrow 1911. Goniorphnus felschei ingår i släktet Goniorphnus och familjen Orphnidae. Inga underarter finns listade i Catalogue of Life.